# Konstrukcijsko jeklo
Konstrukcijsko jeklo je skupina jekel, ki se uporabljajo za različne konstrukcijske namene. Pri teh jeklih sta najpomembnejši lastnosti napetost tečenja in natezna trdnost, pomembne lastnosti pa so razteznost, duktilnost, udarna žilavost in prehodna temperatura žilavosti. Konstrukcijska jekla delimo na gradbena in splošna konstrukcijska jekla, jekla za armiranje betona, kotlovsko pločevino, ladjedelništvo, tanko pločevino in trakove.

## Gradbena jekla
Med ta jekla uvrščamo jekla za razne vrste jeklenih konstrukcij: za nosilne konstrukcije, za armiranje betona, za hidroenergetsko opremo, za tlačne posode in rezervoarje, za železnice, ladjedelništvo ter za splošno strojegradnjo (za dele strojev, vijake, kovice).
Gradbena jekla so po svoji sestavi običajno nelegirana, v določenih primerih tudi malolegirana. Klasificirana so predvsem po mehanskih lastnostih: po trdnosti oziroma v novejšem času po meji tečenja. Glede na namen uporabe in vrsto obremenitve morajo ta jekla imeti še druge mehanske in tehnološke lastnosti, kot so: žilavost, sposobnost preoblikovanja, odpornost proti staranju, odpornost proti krhkemu lomu, varivost in korozijsko odpornost.
Kemična sestava teh jekel je le izjemoma predpisana in je v glavnem prepuščena proizvajalcu, s pogojem, da doseže jeklo predpisane mehanske in tehnološke lastnosti. Najbolj pogosta oblika, v katero so predelana gradbena jekla, so: palice, pločevina, žica, profili, cevi. Zahtevane mehanske in tehnološke lastnosti imajo ta jekla najpogosteje že v stanju po vroči predelavi ali jih pridobijo šele po normalizaciji, hladnem preoblikovanju ali po dodatnem žarjenju.

## Jekla za armiranje betona
Ločimo jekla za navadni armirani beton in jekla za prednapeti beton. Za navadni armirani beton uporabljamo okrogle profile s premerom od 4 do 40 mm, s trdnostjo do 500 N/mm². Večjo gospodarnost armiranja je mogoče doseči z uporabo jekel z večjo natezno trdnostjo oziroma mejo tečenja med 280 do 500 N/mm².
Takšna jekla so: 
- naravno trda jekla v vročem valjanem stanju s povečanim deležem ogljika in legirana predvsem z Mn in Si,
- hladno deformirana jekla.

Adhezivnost med jeklom in betonom povečamo z oblikovano površino. Rebrasta betonska jekla so vroče valjana z izboljšanimi mehanskimi lastnostmi (meja tečenja od 360 do 500 N/mm²) in imajo vzdolžna ali prečna rebra različnih oblik. Jeklo TOR je mehko jeklo z dvema vzdolžnima rebroma, ki ga v hladnem enakomerno zvijemo okrog vzdolžne osi.
Za napeti beton uporabljamo:
- naravno trda vroče valjana malolegirana jekla z mejo tečenja 550 do 700 N/mm² in trdnostjo do 1200 N/mm², v obliki palic s premerom do 30 mm,
- hladno vlečena patentirana žica iz nelegiranih ogljikovih jekel z 0,6 do 0,8 % C, ki s patentiranjem in hladnim vlekom doseže trdnost od 1400 do 2200 N/mm².

## Jekla za cementiranje
Jekla za cementiranje imajo malo ogljika, največkrat manj kot 0,25 %. Po mehanski obdelavi naogljičimo površino teh jekel ter kalimo. S tem dosežemo na cementirani površini trdoto do 67 HRc, jedro pa ostane mehkejše in žilavo. Trdnost jedra cementacijskih jekel je odvisna od načina kaljenja, najbolj pa od kemične sestave.
Legirni elementi povečujejo trdnost in žilavost jedra. Način cementiranja ter termična obdelava po cementiranju se prilagaja trdnostnim zahtevam ter kemijski sestavi. V preveč naogljičenih jeklih se lahko pod površinsko plastjo pojavi sekundarni cementit v neugodni mrežasti obliki. Zaradi preostrega koncentracijskega gradienta se cementirane plasti lahko luščijo. Jekla za cementacijo so mehka in žilava in se slabo odrezujejo. Namesto mehkega žarjenja jih normaliziramo ali poboljšamo na zahtevano večjo trdnost.
Izbira cementacijskih jekel: Cementacijsko jeklo izbiramo glede na potrebno trdnost jedra, na žilavost cementiranega jekla in glede na odpornost proti obrabi. Ogljikova cementacijska jekla uporabljamo pri konstrukcijskih delih, ki morajo imeti trdo površino in žilavo jedro, ki pa niso preveč obremenjeni. Kromova cementacijska jekla so najustreznejša tam, kjer želimo imeti dobro odpornost površine proti obrabi. Krom-manganova in krom-nikljeva cementacijska jekla uporabljamo za zelo obremenjene konstrukcijske dele, za katere je potrebna trda površina in večja trdnost jedra, ki pa mora biti tudi žilavo. Odpornost proti obrabi je v veliki meri odvisna od trdote površine. Največjo žilavost imajo krom-nikljeva jekla s 5 % Ni.

## Jekla za poboljšanje
S poboljšanjem izboljšamo jeklu v razmerju na trdnost predvsem žilavost in razteznostne lastnosti. Obenem izboljšamo tudi trajno dinamično trdnost, oziroma odpornost proti dinamičnim obremenitvam. Jekla za poboljšanje imajo okvirno od 0,25-0,7 % C in so legirana ali malolegirana z elementi: Mn, Si, Cr, Ni, Mo, V v raznih medsebojnih kombinacijah. Legirni elementi znižujejo kritično ohlajevalno hitrost in zato vplivajo ugodno na prekaljivost. S spreminjanjem temperature popuščanja je mogoče v določenih mejah doseči poljubno trdnost oziroma mejo tečenja.
Jekla za poboljšanje uporabljamo za izdelavo konstrukcijskih delov, ki so pri uporabi izpostavljeni velikim in kompliciranim obremenitvam. Jeklo poboljšamo tako, da napol obdelani ali dokončno obdelani konstrukcijski del najprej kalimo v vodi, v olju ali na zraku, nato pa takoj popustimo. Temperatura popuščanja je običajno nad 350 °C.
Poboljšana jekla imajo v primerjavi z natezno trdnostjo veliko mejo tečenja in veliko žilavost. Ta lastnost ugodno vpliva na trajno trdnost, taka jekla se počasi utrujajo. Dobro so odporna proti dinamičnim obremenitvam, posebno proti izmeničnim obremenitvam in udaru.

## Jekla za obdelavo na avtomatih
Jekla za obdelavo na avtomatih se dajo obdelovati z velikimi hitrostmi odrezovanja, zato imajo izdelki gladko obdelano površino, ostružki pa morajo pri tem biti kratki in lahko lomljivi. Te lastnosti dosežemo z dodatki žvepla, fosforja, telurja, selena ali svinca v jeklo. Jekla za avtomate so konstrukcijska jekla za cementiranje in poboljšanje in tudi nerjavna jekla. Na Slovenskem so v rabi jekla z dodatkom žvepla (0,15 - 0,26 %).
Obdelovalnost jekel je odvisna tudi od njihovega stanja. Najboljšo obdelovalnost imajo hladno vlečena jekla. Za presojo obdelovalnosti jekel za avtomate je zelo primeren preizkus struženja s konstantnim podajalnim pritiskom. Dodatni kriteriji za kontrolo so še: oblika ostružkov in gladkost površine.

## Jekla za nitriranje
To so jekla za poboljšanje, ki imajo dodane še elemente, ki omogočajo difuzijo dušika v jeklo: Cr, Al, V, Ti, Mo. Med nitriranjem običajno nastane na površini jekla zvezna spojinska plast, v difuzijski plasti pa nastanejo na določenih kristalnih ravninah Fe-nitridi, ki ovirajo gibanje dislokacij in tako dodatno povečajo trdoto. Pred nitriranjem jeklo poboljšamo, temperatura popuščanja pa mora biti višja od nitrirne temperature. Običajna jekla za nitriranje so Cr-Al jekla. Molibden dodajamo jeklom za nitriranje, da se poveča trdnost pri povišanih temperaturah in da preprečimo popuščno krhkost. Za boljšo prekaljivost se običajno dodaja nikelj.

## Jekla za površinsko kaljenje
Za vse postopke površinskega kaljenja uporabljamo jekla za poboljšanje. Ta jekla vsebujejo dovolj ogljika, tako da po ogrevanju do kalilne temperature in hitrem ohlajanju poteka kaljenje in se tvori martenzit. Pri površinskem kaljenju se zaradi naglega ogrevanja ogreje samo površinski sloj, medtem ko se spodnji sloji in jedro ne ogrejejo. S hitrim ohlajanjem nastane tanek trdi sloj nad mehkim žilavim jedrom.
Načeloma uporabljamo ogljikova in legirana jekla za poboljšanje, ki vsebujejo najmanj 0,35 % C, največ pa 0,6-0,7 % C. Jekla z večjo količino ogljika niso priporočljiva. Legirana jekla imajo večjo globino kaljenja in večjo trdnost jedra. Jekla za površinsko kaljenje morajo imeti naslednje lastnosti: 
1. veliko ogljika (0,6 %) in s tem možnost doseganja večje trdote
2. dobro mehansko obdelovalnost
3. neobčutljivost za pregretje
4. kaljivost v vodi, s čimer je omogočeno progresivno kaljenje z vodnim ohlajanjem brez nevarnosti, da nastanejo razpoke
5. slabo prekaljivost tudi pri majhnih premerih.

Takoj po kaljenju je potrebno popuščanje pri temperaturi 140-180 °C eno do dve uri. Č. 1430, Č. 1530, Č. 3130, Č. 4131, Č. 5432

## Jekla odporna proti koroziji in oksidaciji
Nerjavna in kemično obstojna so tista jekla, ki so odporna proti kemičnim in elektrokemičnim vplivom atmosfere in vode ali pod vplivom plinov, kislin in baz.
Značilni zlitinski elementi nerjavnih in kemično obstojnih jekel so:
- krom (najmanj 12 %), ki povečuje kemično obstojnost in toplotno trdnost. Na površini jekla se tvori zelo tanka, toda stabilna plast kromovega oksida, ki varuje jeklo pred nadaljnjo oksidacijo, ne pa pred mediji, ki vplivajo redukcijsko (npr. solna kislina)
- nikelj, molibden in baker predvsem povečajo obstojnost v neoksidirajočih kislinah (solna),
- titan, tantal in niobij so elementi, s katerimi jekla stabiliziramo, to se pravi, da vežemo ogljik v stabilne karbide, ki so v jeklu netopni tudi pri povišanih temperaturah
- ogljik bistveno vpliva na kemično obstojnost teh jekel. Po možnosti naj bo njegova količina manj kot 0,1 %

Poleg kemične sestave in toplotne obdelave je obstojnost močno odvisna od stanja površine, ki mora biti gladka in čista.
Ogljik in krom skupaj z drugimi alfagenimi in gamagenimi elementi določa strukturo, ki jo ima jeklo po toplotni obdelavi. Glede na to delimo jekla na:
- feritna in polferitna jekla,
- martenzitna in perlitno-martenzitna jekla
- avstenitna krom-nikljeva in krom-manganova jekla

## Jekla obstojna pri povišanih temperaturah
Obstojnost pri povišanih temperaturah ocenjujemo po dveh kriterijih: kako zadrži mehanske lastnosti in kako so takšni materiali odporni proti oksidaciji in drugim atmosferam v vročem.
Prva skupina so konstrukcijska jekla, ki naj bi bila obstojna pri povišanih temperaturah. To so gradbena jekla: kotlovska pločevina, cevi, jekla za vijake in kovice, ulitki iz jeklene litine, iz katerih izdelujemo konstrukcijske elemente, ki so izpostavljeni povišanim temperaturam do nekako 550 °C. Takšna jekla morajo biti v večini primerov dobro variva. Zato imajo manj kot 0,25 % ogljika. Trdnost pri povišanih temperaturah in odpornost proti lezenju jim izboljšamo z legirnimi dodatki, med katerimi je najvažnejši Mo. Razen tega vsebujejo še okoli 1 % Cr in 0,5 % Ni.
Pri drugi skupini jekel je poudarek predvsem na obstojnosti v vročini proti raznim agresivnim atmosferam in oksidaciji. Nekatera teh jekel imajo pri visokih temperaturah že zelo slabe mehanske lastnosti. Zaradi tega jih pretežno uporabljamo kot zaščitne obloge. Ta jekla lahko uporabljamo za platiranje, lahko pa jih tudi ulivamo. V glavnem ločimo v tej skupini dvoje vrst jekel:
- feritna jekla s 13 do 15 % Cr, z dodatki Si in Al, ki močno zvišujeta odpornost proti tvorbi škaje na visokih temperaturah
- avstenitna jekla na osnovi kroma in niklja, izboljšana za obstojnost pri visokih temperaturah še z dodatkom Si (Č.4578, Č.4579).

Pri uporabi jekel pri visokih temperaturah je potrebno upoštevati razteznostni koeficient jekel, ki je pri avstenitnih jeklih približno 1,7× večji kot pri feritnih.

## Mikrolegirana konstrukcijska jekla
To so drobnozrnata jekla za pločevino za varjene konstrukcije. Zelo majhni dodatki Nb, V in Al omogočajo tvorbo drobnozrnate mikrostrukture. S tem se poveča predvsem meja tečenja. Prav tako se poveča odpornost proti krhkemu lomu pri nižjih temperaturah.
Ta jekla po mikrostrukturi in lastnostih ustrezajo drobnozrnatim konstrukcijskim jeklom, medtem ko se razlikujejo po kemični sestavi. Pri teh jeklih mora biti delež S in P pod 0,03 %. Ta jekla imajo ob zelo visoki žilavosti tudi zelo visoke vrednosti meje tečenja (340 do 500 N/mm²), razen tega je dosežena zelo visoka stopnja enakomernosti lastnosti v različnih smereh.